# Andaaz
Andaaz (hindi: अन्दाज़, urdu: اَنداز, tłumaczenie: Styl, rosyjski tytuł: Liubow nad obłakami) – indyjski dramat miłosny wyreżyserowany w 2003 roku przez Raj Kanwara (autor filmów Deewana, Dhaai Akshar Prem Ke i Humko Deewana Kar Gaye). W roli głównej Akshay Kumar, któremu towarzyszy Miss World Priyanka Chopra i Miss Universe Lara Dutta. Obie aktorki Lara Dutta i Priyanka Chopra podzieliły się Nagrodą Filmfare za Najlepszy Debiut. Tematem filmu jest miłość. Pierwsza z przedstawionych miłości budowana na przyjaźni i wierze w kogoś i druga, która zamienia lekkoducha w gotowego do poświęceń człowieka.

## Fabuła
Raj (Akshay Kumar) i Kajal (Lara Dutta) przyjaźnią się od dziecka. To dzięki niej kaleki chłopiec uwierzył w siebie, pokonał lęk i zaczął zwyciężać jako sportowiec. To jej marzenie chce spełnić wyjeżdżając na szkolenie dla przyszłych pilotów. Dziecięca przyjaźń stała się w tak oczywisty dla niego sposób miłością, że nie uważa za konieczne, aby wyznać ją ukochanej. Jest przekonany, że oboje czują to samo. Gdy wróciwszy do domu jako pilot chce poprosić Kajal o rękę, dowiaduje się, że zakochana pragnie poślubić kogoś innego. Podczas ślubu Raj z trudem stara się ukryć ból. Wyjeżdża i w pracy lotnika szuka zapomnienia o niespełnionej miłości. Podczas szkolenia w Afryce Południowej trafia na piękną, beztroską dziewczynę, bywalczynię dyskotek Jiyę (Priyanka Chopra). Jego niedostępność stanowi dla niej wyzwanie. Pragnąc zdobyć serce Raja Jiya przyjeżdża aż do Indii i zamieszkuje w jego domu zjednując sobie całą rodzinę. Nacisk rodziny i jej wdzięk sprawiają, że oganiający się od niej z początku Raj ustępuje. Zgadza się na małżeństwo. Podczas odwiedzin u rodziny Jii, okazuje się, że szwagierką Jii jest Kajal.

## Obsada
- Akshay Kumar – Raj Malhotra
- Lara Dutta – Kajal
- Priyanka Chopra – Jiya
- Aman Verma – Karan Singhaniya
- Johnny Lever – G.I. Joe
- Vivek Shauq – Raunaq
- Pankaj Dheer – Rohit Malhotra

## Muzyka i piosenki
1. „Rabba Ishq Na Hove”
2. „Kisi Se Tum Pyaar Karo”
3. „Allah Kare Dil Na Lage Kisi Se”
4. „Aayega Maza Ab Barsaat Ka”
5. „Shala La Baby Ho”
6. „Kitna Pagal Dil Hai”